# Pfarrkirche Steinbrunn

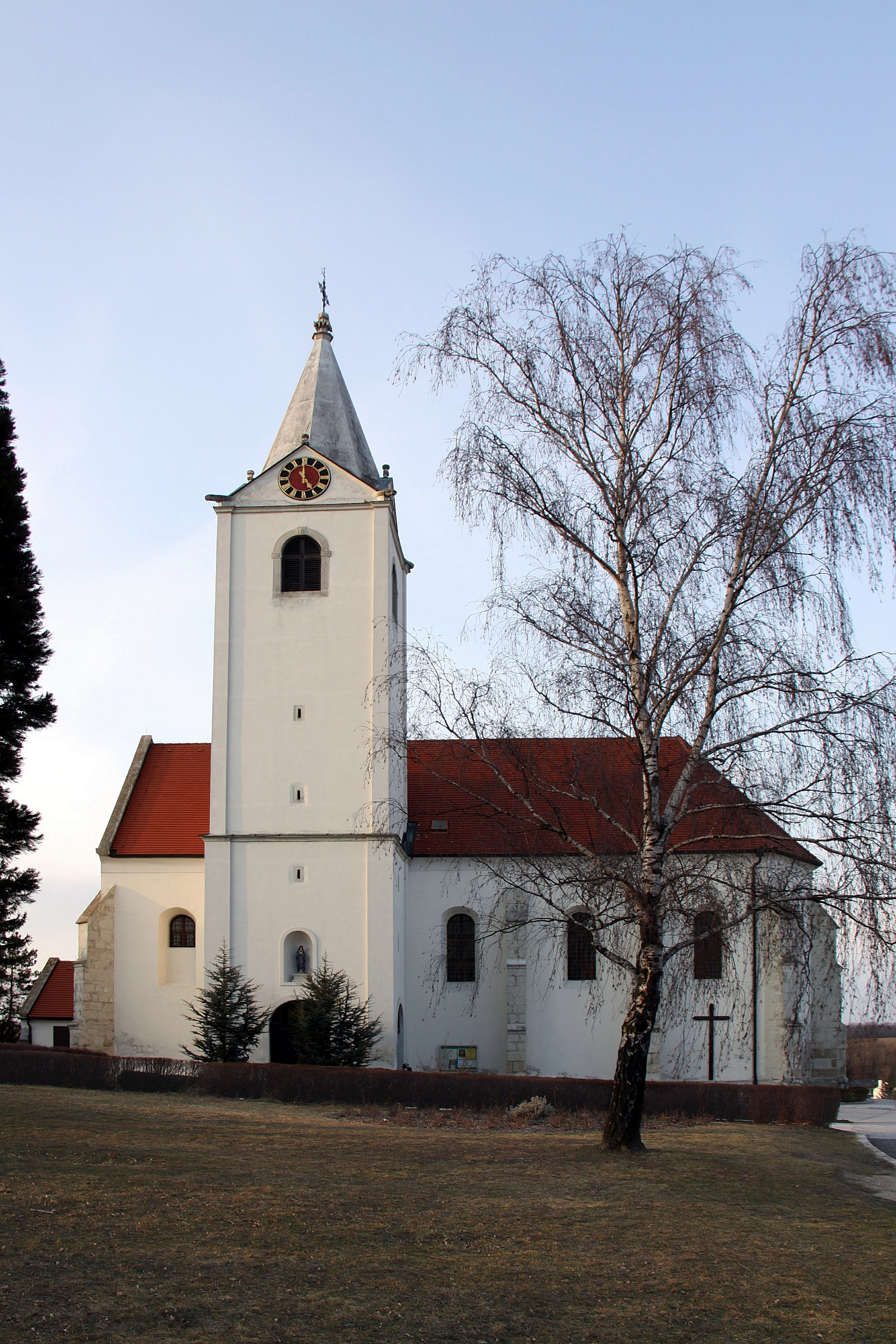
Kath. Pfarrkirche zur Kreuzauffindung in Steinbrunn

Die römisch-katholische Pfarrkirche Steinbrunn steht auf einem Hügel hoch über dem Ort in der Gemeinde Steinbrunn im Bezirk Eisenstadt-Umgebung im Burgenland. Die Pfarrkirche zur Kreuzauffindung gehört zum Dekanat Trausdorf in der Diözese Eisenstadt. Die Kirche steht unter Denkmalschutz.

## Geschichte
Eine Kirche wurde 1359 urkundlich genannt. Die Kirche wurde im Türkenkrieg (1683) zerstört. 1686 wiederaufgebaut, wurde die Kirche 1690 geweiht. Renovierungen im 19. Jahrhundert folgte eine Innenrestaurierung 1958/1959 und 1971.

## Architektur
Der im Kern gotische Kirchenbau wurde als frühbarocke Kirche ausgebaut. Der Turm steht dreiseitig frei an der südlichen Langhauswand und hat einen steinernen Pyramidenhelm zwischen niederen Giebelchen. Das Langhaus und der Chor mit einem Fünfachtelschluss hat zweifach abgestufte Strebepfeiler. An der westlichen Giebelfront steht eine Vorhalle. Der Sakristeianbau steht nördlich am östlichen Langhausjoch.
Das vierjochige Langhaus hat Kreuzgewölbe mit zarten zweimal gekehlten Rippen mit einem fünfstrahligen Rippenstern über der Apsis und drei scheibenförmige und einen wappenförmigen Schlussstein und zeigt an den Wänden flache Pilaster. Die dreiachsige Westempore über einem Kreuzgewölbe hat eine geschweifte Holzbrüstung mit Rokokodekor. Die Westempore wurde auf beiden Seiten balkonförmig bis ins zweite Joch vorgezogen.
Der Friedhof neben der Pfarrkirche beinhaltet einen Karner.

## Ausstattung
Der Hochaltar aus 1687 vor einer flachen Wand mit einem verkröpften Gesims auf je zwei korinthischen Säulen und einem im Sprenggiebel analog gestalteten Aufsatz trägt die Statuen Franziskus und Antonius unten und Peter und Paul oben. Die Orgel aus 1980 mit 7 Registern wurde von Walcker-Mayer in Guntramsdorf gebaut.